# Leslie Pedley
Leslie Pedley (n. 1930) es un botánico australiano especializado en el género botánico Acacia. Entre 1971 y 1972 fue oficial de enlace con Kew Gardens.
Acuñó el nombre genérico Racosperma, como un subgénero de las spp. australianas que requieren ser renombradas.

## Honores

### Epónimos
- (Amaranthaceae) Ptilotus pedleyanus Benl & H.Eichler[2]

- (Byttneriaceae) Androcalva pedleyi (Guymer) C.F.Wilkins & Whitlock[3]

- (Leguminosae) Racosperma pedleyi (Tindale & Kodela) Pedley[4]

- (Sapindaceae) Diploglottis pedleyi S.T.Reynolds[5]

- (Sterculiaceae) Commersonia pedleyi Guymer[6]
- La abreviatura «Pedley» se emplea para indicar a Leslie Pedley como autoridad en la descripción y clasificación científica de los vegetales.[7]